# Димитровська сільська рада (Устинівський район)
| Димитровська сільська рада — колишній орган місцевого самоврядування у Устинівському районі Кіровоградської області з адміністративним центром у с. Новоігорівка. Сільській раді були підпорядковані населені пункти: - с. Новоігорівка - с. Мар'янівка - с. Тирлова Балка - с. Третє |

## Склад ради
Рада складалася з 16 депутатів та голови.

### Керівний склад ради
| ПІБ                        | Основні відомості                                                                                     | Дата обрання | Дата звільнення |
| -------------------------- | --- | ------------ | --------------- |
| Смоляр Надія Володимирівна | Сільський голова, 1959 року народження, освіта, член Партії національно-економічного розвитку України | 26.03.2006   | 31.10.2010      |
| Бондарь Геннадій Дмитрович | Сільський голова, 1966 року народження, освіта середня спеціальна, безпартійний                       | 31.10.2010   |                 |

Примітка: таблиця складена за даними джерела

## Населення
Згідно з переписом УРСР 1989 року чисельність наявного населення сільської ради становила 1942 особи, з яких 880 чоловіків та 1062 жінки.
За переписом населення України 2001 року в сільській раді мешкали 1822 особи.

### Мова
Розподіл населення за рідною мовою за даними перепису 2001 року:
| Мова       | Відсоток |
| ---------- | -------- |
| українська | 95,28 %  |
| російська  | 3,46 %   |
| молдовська | 0,60 %   |
| білоруська | 0,55 %   |
| болгарська | 0,05 %   |
| гагаузька  | 0,05 %   |